# بارك جين-أوكي
بارك جين-أوكي (هانغل: 박진옥) هو لاعب كرة قدم كوري جنوبي في مركز الوسط، ولد في 28 مايو 1982 في كوريا الجنوبية. لعب مع جيجو يونايتد ونادي غوانغجو.

## وصلات خارجية
- بارك جين-أوكي على موقع دوري كوريا الجنوبية (الإنجليزية)
- بارك جين-أوكي على موقع قاعدة بيانات كرة القدم.إي يو (الإنجليزية)